# Woodsia shensiensis
Woodsia shensiensis är en hällebräkenväxtart som beskrevs av Ren-Chang Ching. Woodsia shensiensis ingår i släktet Woodsia och familjen Woodsiaceae. Inga underarter finns listade.